# 食材の切り方一覧

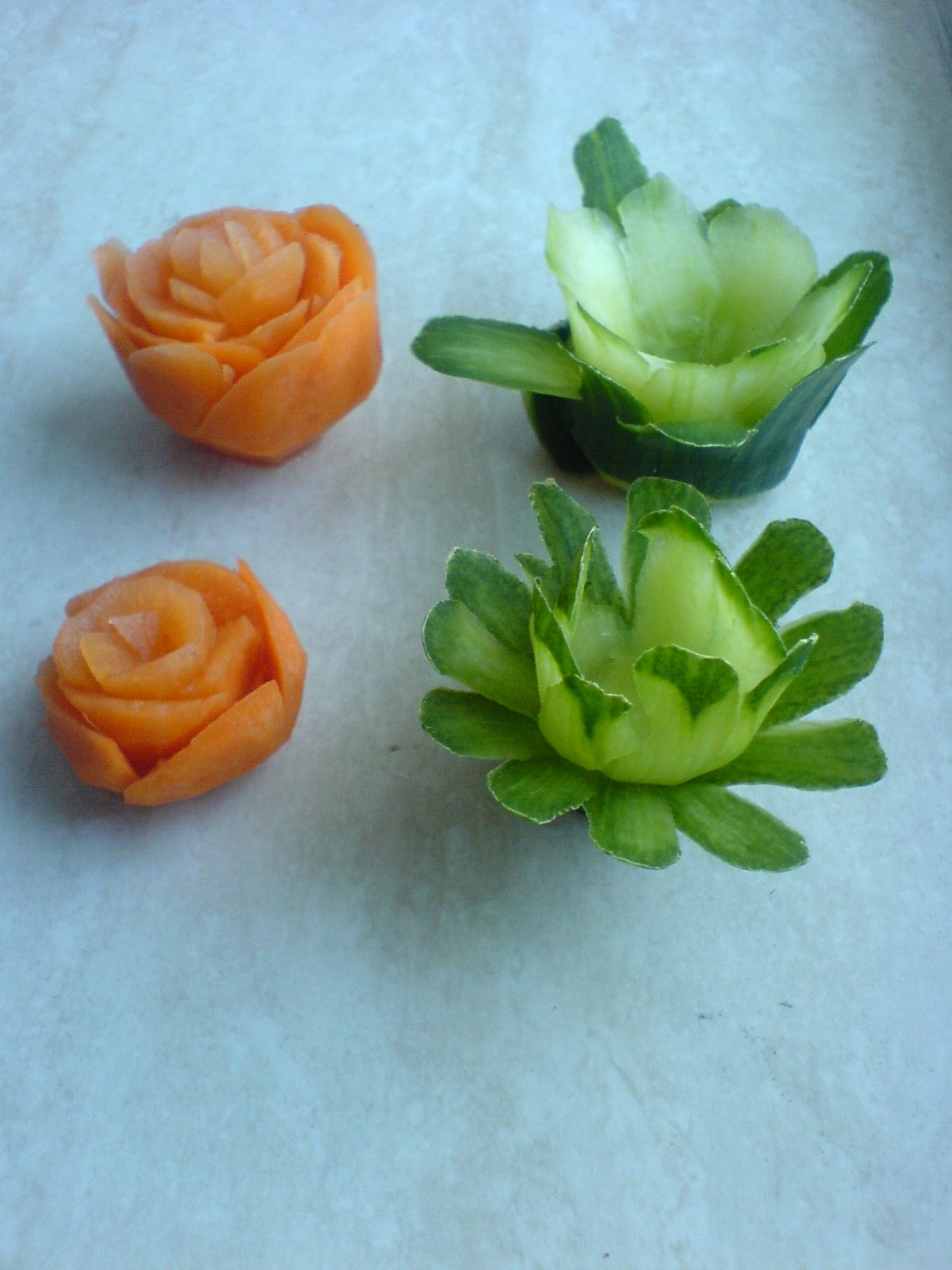
花をモチーフにした飾り切り

食材の切り方一覧（しょくざいのきりかたいちらん）では、主に野菜を調理するときのさまざまな切り方について紹介する。魚介類については刺身や三枚おろし、さくどり等を参照。
食材を切ることには次のような機能がある。
1. 食材の不可食部分を取り除く。
2. 食材の形状や大きさを整える。
3. 2をすることで食材の表面積を大きくして加熱調理での熱伝導あるいは調味料の浸透をよくする。
4. 盛り付けなどでの仕上がりを美しくする。
5. 食材を細かくすることで消化吸収をよくする。

## さまざまな切り方

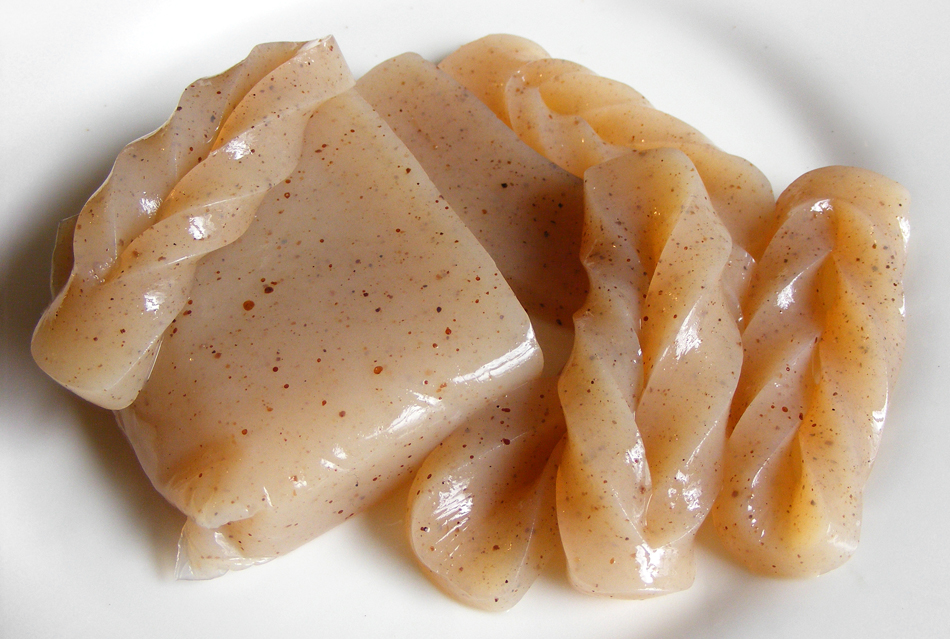
手綱切りにしたコンニャク

繊切り（千切り：せんぎり）
線のように細長く切る。「繊切り」を参照
針切り（はりきり）
繊切りよりさらに細長く切る。
微塵切り（みじんぎり）
1-2mm角程度の大きさに細かく切り刻む。繊切りをさらに切る事によって作る事が多い。薬味などを作るときに用いられる。「微塵切り」を参照
刻んだ具がまな板の外に飛んでしまわないように注意する必要がある。
粗切り（荒切り：あらぎり）
数mmから1-2cm角程度の大きさに切り刻む。魚の煮物に使う生姜などによく用いられる。
ぶつ切り（ぶつぎり）
数センチ単位の大きなかたまりや、棒状に切り分ける。煮物、焼き物や煮込み料理の素材によく使われる。
乱切り（らんぎり）
切断面をあえて平行や直角にしないように切る。細い棒状の食材の場合、材料を回しながら様々な角度から斜めに包丁を入れてゆくと乱切りになる。ゴボウ、ニンジン、ダイコンなどを煮物にする際に用いられる。表面積が大きいので、熱が通りやすく味がしみやすい。
笹掻き（ささがき）
ゴボウなどの細長い野菜を、まるで鉛筆を削るときのように削ぎ切りにする。切れた形状が笹の葉のような形状である事からささがきと呼ばれる。ゴボウの笹掻きを作るときには水を張ったボウルの上で行なうと、切りながら灰汁抜きができて便利である。
輪切り（わぎり）
切り口が丸い形になるように、はじから一定の厚みをそろえて切る。
筒切り（つつぎり）
魚の頭を切り落とし内臓を抜いたあと、身ごと輪切りする。
小口切り（こぐちぎり）
小さめの食材を薄く輪切りにしたものを小口切りと呼ぶ。包丁の使いかたが上手な人が小口切りをすると、「トントントン・・」と小気味のよい音がする。材料を押さえる指を軽く曲げ、指先を切らないようにするのがポイント。特に親指を内側に入れておかないと危険である。主に葱などを切るときに使う。
斜め切り（ななめぎり）
細長い棒状の野菜をななめに薄く切り、切断面が楕円になるようにする。輪切りよりも切断面が大きくなるので、キュウリのサラダなどの際にはみずみずしさを強調できる。
削ぎ切り（そぎぎり）
ハクサイの軸の部分などの厚みのある食材を、包丁を寝かせて薄く削ぎ取るように切る。特にハクサイを調理する場合、軸の部分を削ぎ切りにしておくことにより、葉の部分との火の通り方や食感の差を少なくする事ができる。また、繊維を長めに使うので長く煮た時に溶けにくい。
半月切り（はんげつぎり）
輪切りを半分に切った形に切る。その名の通り半月型にする。たいていの場合、輪切りにしてから半分に切るよりも、棒状の食材を半分に切ってから輪切り状に切ってゆく方が楽に切れる。
銀杏切り（いちょうぎり）
半月切りをさらに半分にした形に切る。形状が銀杏の葉に似ている事からこう呼ばれる。かりんなどを切るときに使う。
拍子木切り（ひょうしぎぎり）・拍子切り（ひょうしぎり）
長さ5cm程度、太さ1-2cm角程度の四角い棒状に切る。拍子木に形状が似ていることからこう呼ばれる。「ぎ」の音が重なるのが発音しづらいためか「拍子切り」と言う人もいる。
短冊切り（たんざくぎり）
長さ5cm程度、幅1-2cm程度、厚さ2-5mm程度の板状に切る。その名の通り、短冊の形にする。
賽の目切り（さいのめぎり）
長さ1-2cm程度の直方体の形に切る。賽の目とはサイコロのことで、その名の通りサイコロの形に切る。欧米においても同様の切り方をサイコロ（英: dicing、仏: dés）と呼ぶ。「賽の目切り」を参照
霰切り（あられぎり）
基本的には賽の目切りであるが、大きさが2-5mm程度に細かく切り刻む。「霰切り」を参照
隠し包丁（かくしぼうちょう）
ダイコンなどを煮物にするときに、切断面に十字の浅い切り込みを入れる事がある。これを隠し包丁と呼ぶ。「隠し」なので裏面(片面)だけに包丁を入れる。包丁を入れる事によって内側に味がしみやすくなるので、外側に余計な熱を加えすぎて煮くずれする事を防ぐ事ができる。忍び包丁と呼ぶこともある。
飾り包丁（かざりぼうちょう）
魚や椎茸の調理の際、包丁で表面に斜めもしくは十字に切り込みを入れること。こちらは隠し包丁とは異なり、切り込みを入れるのは表面である。
桂剥き（かつらむき）
ニンジンなどを5-10cmほどの円筒形に切り、巻紙をほどくように、長軸に沿って薄くつなげて剥いていく。紙状に剥かれたものをさらに細く繊切りにして刺身のつまに用いたりする。包丁の技術を身につける上で格好の課題となる。語源としては、能の装束のひとつ「かずら帯」（幅3cm、長さ2m程の細長い絹の帯で、はちまきの様に額にまいて後ろに長く垂らすもの）からついたという説、平安時代から室町時代の行商人「桂女」（かつらめ）の用いた、細長い白布で頭を包んだ衣装に由来したという説、木質が柔らかく彫刻などに用いられる桂の木に由来したという説など、諸説がある。
飾り切り（かざりぎり）
野菜をものの形に切ったり、形をととのえる。他の切り方に比べ、料理の美しさを重視したものが主である。
面取り（めんとり）
ダイコンなどを煮物にするときには厚めの輪切りにした後に切り口の角ばった部分を少し削り落とすと、よく煮込んでも形が崩れにくく見た目も美しくなる。この作業を面取りと呼ぶ。ニンジンをグラッセにするときも面取りをしておくときれいに仕上がる。
切り違い（きりちがい）
キュウリに包丁を一度中心部に入れた後、互い違いに包丁を入れて切る。色のコントラストがあらわになり、見栄えがよくなる。
手綱切り（たづなぎり）

コンニャクを5cm程度の長さの短冊切りにした後、中央に1本の切れ目を入れる。切れ目は上下に1cm程度のつながった部分を残す事。この切れ目の中に一方の端をくぐらせて、ねじれた形状を作る。煮込み料理にするときなどに用いられ、形状が美しく、表面積が大きいため火と味がしみやすくなる。また、箸でつかみやすくなるので食べやすい。
花形切り（はながたぎり）
ニンジンなどを輪切りにし、ウメやサクラなどの花の形をした型抜きで抜く。または、（たいへん手間がかかる事であるが）包丁で花の形に切り込む。色の鮮やかな食材を花形切りにすると、料理の見た目が大変華やかになり高級感がでる。
菊花切り（きっかぎり）
ダイコンやかぶに縦横の切り込みをいれ、菊の花のように形作る。
茶筅切り（ちゃせんぎり）
ナスの表面に縦に何本か切り込みを入れ、茶筅の形に似せる。
鹿の子切り（かのこぎり）
ナスなどの表面に5mm程度の間隔で斜め45度の格子状の切り込みを入れ、鹿の子模様にする。
松笠切り（まつかさぎり）
イカの表面に包丁を寝かせて斜め45度の格子状の切り込みを入れる。加熱すると切り口が開いて松笠様になる。

## その他
他にも櫛形切り（くしがたぎり）、色紙（しきし）、六方むき（ろっぽうむき）、扇面切り（せんめんぎり）など、様々な名称がついた切り方がある。切断した野菜などがまな板からはみ出る場合、新聞紙などをまな板の下に敷くことで、その処理が容易になる。